# Segmenti epatici
I segmenti epatici sono gli otto segmenti in cui i lobi funzionali del fegato vengono ulteriormente suddivisi secondo il sistema di classificazione Couinaud (anche detto francese), sistema che prende il nome dall'anatomista che per primo lo ha concepito, Claude Couinaud.

## Segmenti

Gli otto subsegmenti epatici di Couinaud etichettati.

La fessura per il legamento rotondo del fegato (legamento rotondo) separa il fegato in segmenti mediale e laterale. Il segmento mediale è anche chiamato lobo quadrato. Nel sistema Couinaud (o francese), i lobi funzionali sono ulteriormente suddivisi in un totale di otto subsegmenti basati su un piano trasversale attraverso la biforcazione della vena portale principale. Il lobo caudato è una struttura separata che riceve il flusso di sangue da entrambi i rami vascolari destra e sinistra. La classificazione Couinaud dell'anatomia epatica divide il fegato in otto segmenti funzionalmente indipendenti. Ogni segmento ha il proprio afflusso vascolare, deflusso e drenaggio biliare. Al centro di ogni segmento c'è un ramo della vena porta, l'arteria epatica e il dotto biliare. Nella periferia di ogni segmento vi è deflusso vascolare attraverso le vene epatiche. La divisione del fegato in unità indipendenti significa che i segmenti possono essere resecati senza danneggiare i restanti segmenti. Per preservare la vitalità del fegato dopo l'intervento chirurgico, le resezioni seguono i vasi che definiscono le periferie di ciascun segmento. Ciò significa che le linee di resezione sono parallele alle vene epatiche, lasciando intatte le vene del portale, i dotti biliari e le arterie epatiche.
Il sistema di classificazione utilizza l'apporto vascolare nel fegato per separare le unità funzionali (numerate da I a VIII):
- L'unità I è il lobo caudato e si trova nella parte posteriore e può ricevere la sua alimentazione da entrambi i rami destro e sinistro della vena porta. Contiene una o più vene epatiche che drenano direttamente nell'IVC.

Il resto delle unità (da II a VIII) sono numerate in senso orario:
- le unità II e III giacciono medialmente al legamento falciforme con il II al di sopra e il III al di sotto del sistema portale
- l'unità IV si trova lateralmente al legamento falciforme ed è suddivisa in IVa (superiore) e IVb (inferiore)

Le unità da V a VIII costituiscono la parte destra del fegato:
- l'unità V è la più mediale e inferiore l'unità
- VI si trova più posteriormente l'unità
- VII si trova sopra l'unità VI
- L'unità VIII si trova sopra l'unità V in posizione supero- mediale